# Patrick Schranner
Patrick Schranner (* 30. März 1991 in Ingolstadt) ist ein deutscher Automobilrennfahrer.

## Karriere
Schranner begann seine Motorsportkarriere 2000 im Kartsport, in dem er bis 2008 aktiv war. Unter anderem gewann er 2007 das KF2-ADAC-Kart-Masters und wurde Vizemeister in der deutschen Challenger-Kartmeisterschaft. 2009 wechselte Schranner in den Formelsport und trat für KUG Motorsport in der ADAC-Formel-Masters an. Er wurde von der ADAC Stiftung Sport gefördert. 2010 blieb Schranner bei KUG Motorsport und bestritt seine zweite Saison in der ADAC-Formel-Masters. Er gewann fünf Rennen und wurde mit 255 zu 315 Punkten Vizemeister hinter Richie Stanaway, der die Saison dominiert hatte.
2011 ging Schranner zunächst im deutschen Formel-3-Cup für HS Engineering an den Start. Nach der vierten Veranstaltung verlor er sein Cockpit, da er Probleme mit dem Budget bekommen hatte. Am Saisonende belegte er mit drei fünften Plätzen als beste Resultate den elften Gesamtrang und beendete seine Karriere.

## Persönliches
Schranner hat eine Ausbildung zum Kfz-Mechatroniker abgeschlossen. Seit dem Ende seiner Motorsportkarriere ist er Inhaber von zwei kleineren Unternehmen.

## Karrierestationen
- 2000–2008: Kartsport
- 2009: ADAC-Formel-Masters (Platz 5)
- 2010: ADAC-Formel-Masters (Platz 2)
- 2011: Deutsche Formel 3 (Platz 11)